# Bounou (Ouli)
Pour les articles homonymes, voir Bounou.
Bounou est un village du Cameroun situé dans le département de la Kadey et la région de l'Est, à proximité de la frontière avec la République centrafricaine. Il fait partie de la commune de Ouli.

## Population
En 1965, le village comptait 33 habitants, principalement des Baya.
Lors du recensement de 2005, on y dénombrait 199 personnes.